# Lijnagent
Een rederij die een regelmatige lijn uitbaat, heeft niet altijd zijn eigen organisatie in de aangelopen havens. De rederij zal, in dat geval, een lijnagent aanstellen. De relatie tussen de lijnagent en de reder (“the principal”) wordt geregeld door een overeenkomst, de zo genoemde “agentschapcontract” (agency agreement). De FONASBA heeft een standaard contract ontworpen : the “Standard Liner Agency Agreement”.
De taken van de lijnagent kunnen in 2 categorieën worden ingedeeld:

## Ladingmakelaar
Een van de belangrijkste taken van de lijnagent als ladingmakelaar is die van acquisiteur (canvasser). Canvassers zoeken ladingen voor de rederij. Ze bezoeken expediteurs en verschepers van lading en proberen hen te winnen om te vervoeren met hun rederij. De canvassers volgen nauwgezet alle industriële projecten in de hoop toekomstige lading te kunnen boeken. In functie van de grootte van de schepen en de frequentie waarmee ze de haven aandoen, krijgt de lijnagent een bepaalde ‘scheepsruimte’ toegewezen waarvoor hij lading zal moeten verwerven en is hij belast met de onderhandelingen over de vrachtprijzen.

## Scheepsgeconsigneerde
De lijnagent zorgt voor de in- en uitgaande lading. Hij staat ook in voor de scheepsconsignatie. Het schip mag niet te lang in haven blijven; hij zorgt voor de snelle afhandeling van het schip. Het verblijf van het schip in de haven mag ook niet te veel geld kosten. Zijn taak omvat ook het behartigen van de belangen van de kapitein en van de bemanning (dat zijn de taken van de havenagent)